# Tommy Farr
Pour les articles homonymes, voir Farr.
Tommy Farr est un boxeur britannique né le 12 mars 1913 à Clydach Vale, Pays de Galles, et mort le 1er mars 1986 à Shoreham-by-Sea (Angleterre).

## Carrière
Passé professionnel en décembre 1926 alors qu'il n'a pas encore 14 ans, il remporte le titre de champion du Pays de Galles des mi lourds en 1933; le conserve l'année suivante puis échoue pour le titre britannique face à Eddie Phillips le 4 février 1935. Malgré ce revers, Farr poursuit sa carrière en poids lourds et remporte la ceinture du Pays de Galles le 14 septembre 1936 à Swansea devant 20 000 personnes par KO à la 7e reprise contre Jim Wilde. Il gagne le 15 mars 1937 la ceinture britannique en dominant aux points Ben Foord et se voit alors offrir un combat pour le titre mondial face à Joe Louis. 
L'affrontement a lieu le 30 août 1937 au Yankee Stadium de New York et Tommy Farr s'incline aux points en 15 rounds. Cette défaite marque un tournant dans sa carrière puisqu'il enchaîne 4 autres revers, notamment contre James J. Braddock et Max Baer. Il se retire en 1940 puis tente un retour dix ans plus tard, redevenant champion du Pays de Galles des poids lourds le 7 juillet 1951 en battant au 6e round Dennis Powell. Farr livre son dernier combat en 1953, s'inclinant à 40 ans contre Don Cockell par arrêt de l'arbitre à la 7e reprise.

## Distinction
- Louis - Farr est élu combat de l'année en 1937 par Ring Magazine.